# Malév

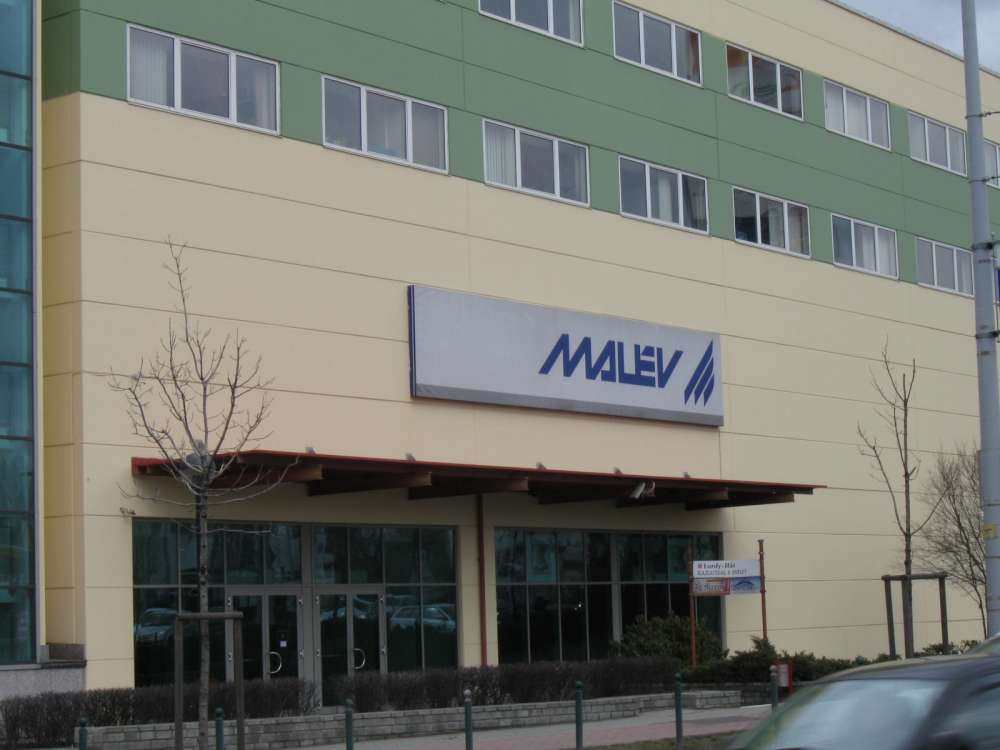
Siedziba główna firmy Malév

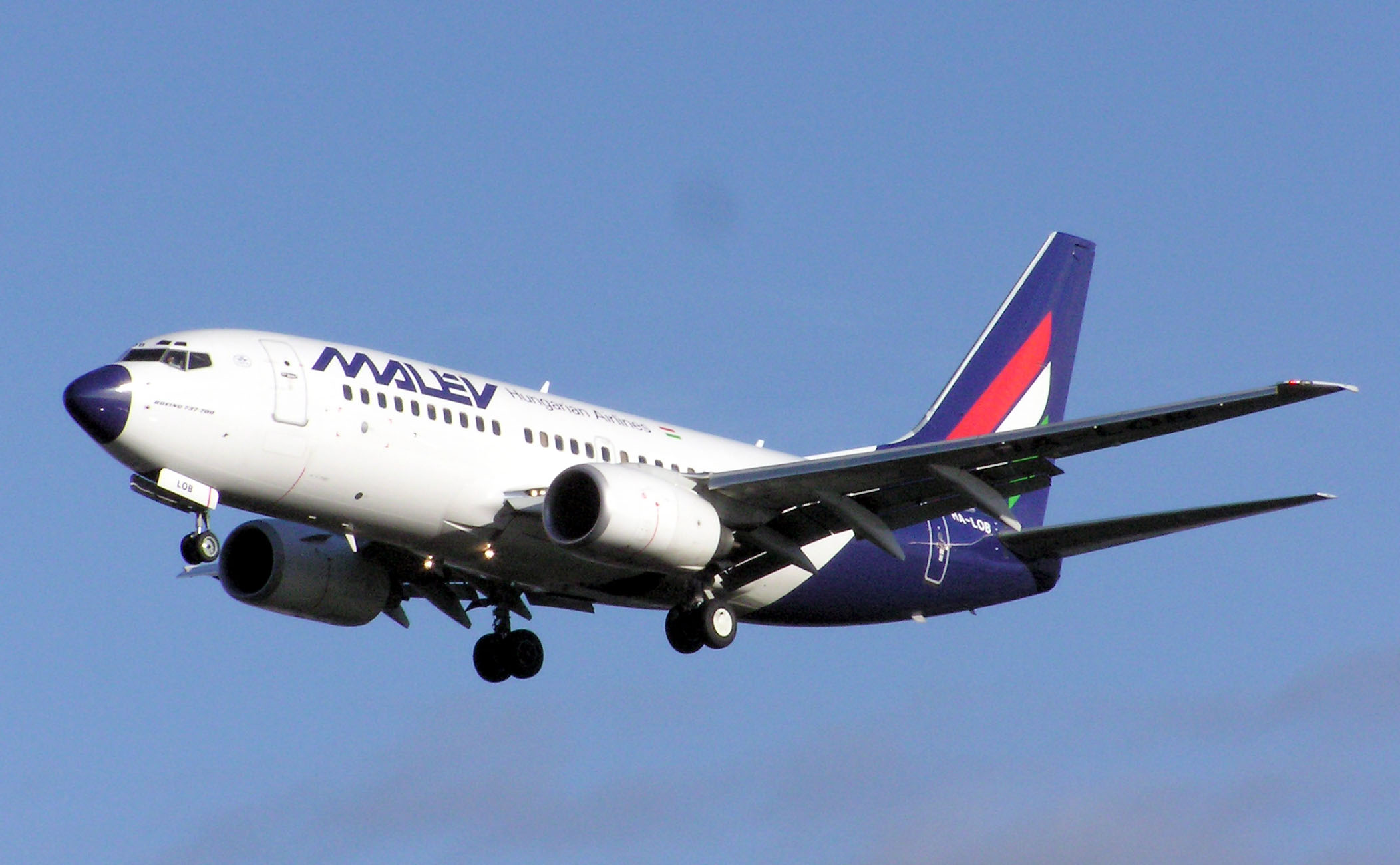
Boeing 737-700 w barwach Malév

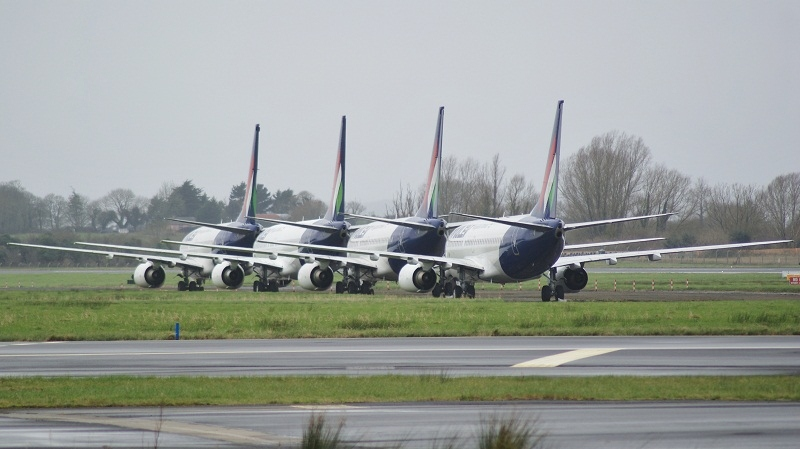
Samoloty Malév w Shannon oczekujące na zwrot do firmy leasingowej po bankructwie linii.

Malév (węg. Magyar Légiközlekedési Vállalat) (kod linii IATA: MA) – nieistniejące już węgierskie linie lotnicze należące do sojuszu lotniczego Oneworld. Rozwój linii przypada na okres po II wojnie światowej. Malév latał do 50 miast w 34 krajach świata (głównie Europa), wykonując dziennie około 50-60 lotów. 3 lutego 2012, z uwagi na kłopoty finansowe, linie ogłosiły zawieszenie wykonywania operacji lotniczych.

## Zapaść finansowa i bankructwo
W lutym 2007 roku Malev został sprywatyzowany, jednak przynosił straty i po dwóch latach zwrócił się do rządu o pomoc. Na początku 2010 roku państwo węgierskie odkupiło 95% akcji od konsorcjum AirBridge, za równowartość 126 mln. dolarów.
3 lutego 2012 linie lotnicze Malév wstrzymały wszelkie loty i przerwały działalność po 66 latach funkcjonowania.
Całkowity dług linii lotniczej w dniu bankructwa wynosił 60 miliardów forintów (270,5 milionów dolarów).

## Porty docelowe

### Azja
- Izrael
  - Tel Awiw (Port lotniczy Tel Awiw-Ben Gurion)
- Liban
  - Bejrut (Port lotniczy Bejrut)
- Syria
  - Damaszek (Port lotniczy Damaszek)

### Europa
- Albania
  - Tirana (Port lotniczy Tirana)
- Belgia
  - Bruksela (Port lotniczy Bruksela)
- Bośnia i Hercegowina
  - Sarajewo (Port lotniczy Sarajewo)
- Bułgaria
  - Sofia (Port lotniczy Sofia)
  - Warna (Port lotniczy Warna)
- Chorwacja
  - Dubrownik (Port lotniczy Dubrownik (sezonowo)
  - Split (Port lotniczy Split (sezonowo)
  - Zagrzeb (Port lotniczy Zagrzeb)
- Cypr
  - Larnaka (Port lotniczy Larnaka)
- Czarnogóra
  - Podgorica (Port lotniczy Podgorica)
- Czechy
  - Praga (Port lotniczy Praga-Ruzyně)
- Dania
  - Kopenhaga (Port lotniczy Kopenhaga-Kastrup)
- Finlandia
  - Helsinki (Port lotniczy Helsinki-Vantaa)
- Francja
  - Paryż (Port lotniczy Paryż-Roissy-Charles de Gaulle)
- Grecja
  - Ateny (Port lotniczy Ateny)
  - Saloniki (Port lotniczy Saloniki-Makedonia)
- Hiszpania
  - Madryt (Port lotniczy Madryt-Barajas)
  - Málaga (Port lotniczy Málaga) (sezonowo)
- Holandia
  - Amsterdam (Port lotniczy Amsterdam-Schiphol)
- Irlandia
  - Dublin (Port lotniczy Dublin)
- Kosowo
  - Prisztina (Port lotniczy Prisztina)
- Macedonia Północna
  - Skopje (Port lotniczy Skopje)
- Niemcy
  - Berlin (Port lotniczy Berlin-Tegel)
  - Frankfurt nad Menem (Port lotniczy Frankfurt)
  - Hamburg (Port lotniczy Hamburg)
  - Stuttgart (Port lotniczy Stuttgart)
- Polska
  - Warszawa (Lotnisko Chopina)
- Rosja
  - Moskwa (Port lotniczy Moskwa-Szeremietiewo)
- Rumunia
  - Bukareszt (Port lotniczy Bukareszt-Otopeni)
  - Kluż-Napoka (Port lotniczy Kluż-Napoka)
  - Târgu Mureș (Port lotniczy Târgu Mureș)
- Szwajcaria
  - Zurych (Port lotniczy Zurych-Kloten)
- Szwecja
  - Göteborg (Port lotniczy Göteborg-Landvetter)
  - Sztokholm (Port lotniczy Sztokholm-Arlanda)
- Turcja
  - Stambuł (Port lotniczy Stambuł-Atatürk)
- Ukraina
  - Kijów (Port lotniczy Kijów-Boryspol)
  - Odessa (Port lotniczy Odessa)
- Węgry
  - Budapeszt (Port lotniczy Budapest Liszt Ferenc) węzeł
- Wielka Brytania
  - Londyn (Port lotniczy Londyn-Gatwick)
- Włochy
  - Mediolan (Port lotniczy Mediolan-Malpensa)
  - Rzym (Port lotniczy Rzym-Fiumicino)

## Flota
Flota Malév liczyła w momencie zakończenia działalności 22 samoloty.
Tabela przedstawia dane ze stycznia 2011.